# Centrale nucléaire de Biblis
La centrale nucléaire de Biblis, à l'arrêt depuis le 18 mars 2011, se trouve sur le territoire de la commune de Biblis dans la Hesse en Allemagne, sur les bords du Rhin. Parmi les plus anciennes centrales d'Allemagne, elle possède deux réacteurs, nommés A et B, pour une puissance électrique totale de 2 525 MW. Deux autres tranches initialement planifiées n'ont pas été construites. La centrale était exploitée par la société RWE Power, filiale de RWE.
À la suite de la décision de sortie du nucléaire civil du gouvernement allemand de Gerhard Schröder, l'arrêt définitif des deux réacteurs était prévu respectivement en 2007 et en 2009.
Biblis A et B font partie des sept réacteurs nucléaires concernés par le moratoire de trois mois sur l'allongement de la durée de vie des réacteurs allemands annoncé par Angela Merkel à la suite de l'accident nucléaire de Fukushima (avec Neckarwestheim I, Philippsburg I, Isar I, Unterweser et Brunsbüttel). 

## Fermeture
Le  18 mars 2011, l'autorité de supervision de la Hesse a imposé l'arrêt de la centrale.
Le 1er avril, l'exploitant RWE a contesté cette décision devant la Cour administrative d'appel de Cassel. En mars 2013, le tribunal administratif de Hesse a jugé que l'arrêt de trois mois imposé aux deux réacteurs à la suite de l'accident nucléaire de Fukushima avait été illégal, du fait d'une erreur dans la procédure retenue.
Le gouvernement de Hesse fit appel de cette décision, confirmée en dernière instance en janvier 2014 par la tribunal suprême administratif allemand.

## Caractéristiques
La centrale est équipée de deux réacteurs nucléaires appartenant à la filière des réacteurs à eau pressurisée (REP).
- Biblis A : 1225 MWe brut, construit le 1er janvier 1970, mis en service le 25 août 1974, arrêté le 18 mars 2011[5].
- Biblis B : 1300 MWe brut, construit le 1er février 1972, mis en service le 25 avril 1976, arrêté le 18 mars 2011[6].

Deux autres réacteurs de même type, Biblis C et Biblis D, n'ont jamais été construits.

## Incidents
- 17 décembre 1987 : un incident s'est produit à la centrale de Biblis. Il a été évalué au niveau 2 de l'échelle INES.
- 8 février 2004 : un écart de fonctionnement sans importance du point de vue de la sécurité a été constaté, il a été classé au niveau 0 sur l'échelle INES.

## Actions antinucléaires
En août 2001, onze militants français et allemands se sont enchaînés aux rails près de la centrale de Biblis, d'où un convoi de déchets radioactifs devait partir pour l'usine de retraitement de La Hague. Le convoi devait selon les antinucléaires, traverser la Rhénanie-Palatinat (ouest) et rejoindre la Sarre et Sarrebruck avant de passer la frontière franco-allemande à hauteur de Forbach, en Lorraine. Une porte-parole à Paris de la COGEMA (Compagnie générale des matières nucléaires), dont dépend l'usine de retraitement de La Hague, avait confirmé qu'un convoi devait rallier l'usine de la Hague sans indiquer l'itinéraire retenu.